# احتلال منغوليا
بدأ احتلال منغوليا الخارجية من قبل حكومة بيانغ الصينية في أكتوبر 1919 واستمر حتى أوائل عام 1921، عندما هزم تحالف بقيادة البارون رومان فون ستيرنبيرغ من الحركة البيضاء والقوات المنغولية، ثم هُزم هذا التحالف على يد الجيش الأحمر وحلفائه المنغوليين بحلول يونيو 1921. على الرغم من أن حكومة بيانغ الصينية ألغت حكم خانات منغوليا ولكنها لم تستطع بسط نفوذها المطلق على كامل المناطق.

## الخلفية
أعلنت منغوليا الخارجية استقلالها عن حكم سلالة تشينغ الصينية خلال الثورة المنغولية في ديسمبر عام 1911 أثناء ثورة شينهاي، أصبحت منغوليا مملكة تيوقراطية مطلقة بقيادة بوجد خان. ادعت جمهورية الصين حديثة النشأة حقها بالسيطرة على جميع الأراضي التي كانت تحت سيطرة أسرة تشينغ، واعتبرت منغوليا جزءًا من أراضيها. وحدد الدستور المؤقت لجمهورية الصين في عام 1912 حدود الجمهورية الجديدة، واعتُبرت منغوليا كجزاء لا يتجزأ من الدولة.
وقعت اتفاقية كياختا الثلاثية في عام 1915، ووافقت الإمبراطورية الروسية (التي كان لها مصالح إستراتيجية في استقلال منغوليا ولكنها لم ترغب في إبعاد الصين بشكل كامل) مع الجمهورية الصينية وبعض خانات منغوليا على أن تتمتع منغوليا بالحكم الذاتي تحت النفوذ الصيني. ومع ذلك فقد تضاءل النفوذ الروسي في آسيا في السنوات التالية بسبب الحرب العالمية الأولى وثورة أكتوبر. هددت الحرب الأهلية الروسية استقلال منغوليا منذ عام 1918، وفي صيف عام 1918 طلبت المساعدة العسكرية الصينية، ما أدى إلى نشر قوة عسكرية بقيادة غريغوري سيميونوف في خطة لإنشاء دولة منغولية، وفي الوقت نفسه عمل بعض الأرستقراطيين المنغوليين على قبول الحكم الصيني بحلول عام 1919. وقع بعض زعماء القبائل المنغولية عريضة تطالب الصين باستعادة إدارة منغوليا وإنهاء الحكم الذاتي، وكان السبب الرئيسي في ذلك معارضتهم لبوجد خان ورجال دينه. وافق النبلاء المغول على إلغاء الحكم الذاتي لمنغوليا والاتحاد مع الصين بموجب اتفاقية من 63 بندًا موقعة مع تشين يي في أغسطس - سبتمبر 1919. رفض نبلاء خالخا المغول في أورغا مبادرة عموم المغول، وأكد نبلاء خالخا للصينيين أنهم ضد الاتفاقية. سمحت الحكومة المنغولية بإنهاء الحكم الذاتي المغولي ووجود القوات الصينية في نياليل خوري وألتانبولاج وأولياسوتاي وخوف ردًا على حركة بورياتيا المدعومة من اليابان. وكان الحليف الرئيسي للحكومة الصينية جانغجيا خوتوتو زعيم مونغور جلوجبا المولود في شينغهاي.

## الأسباب

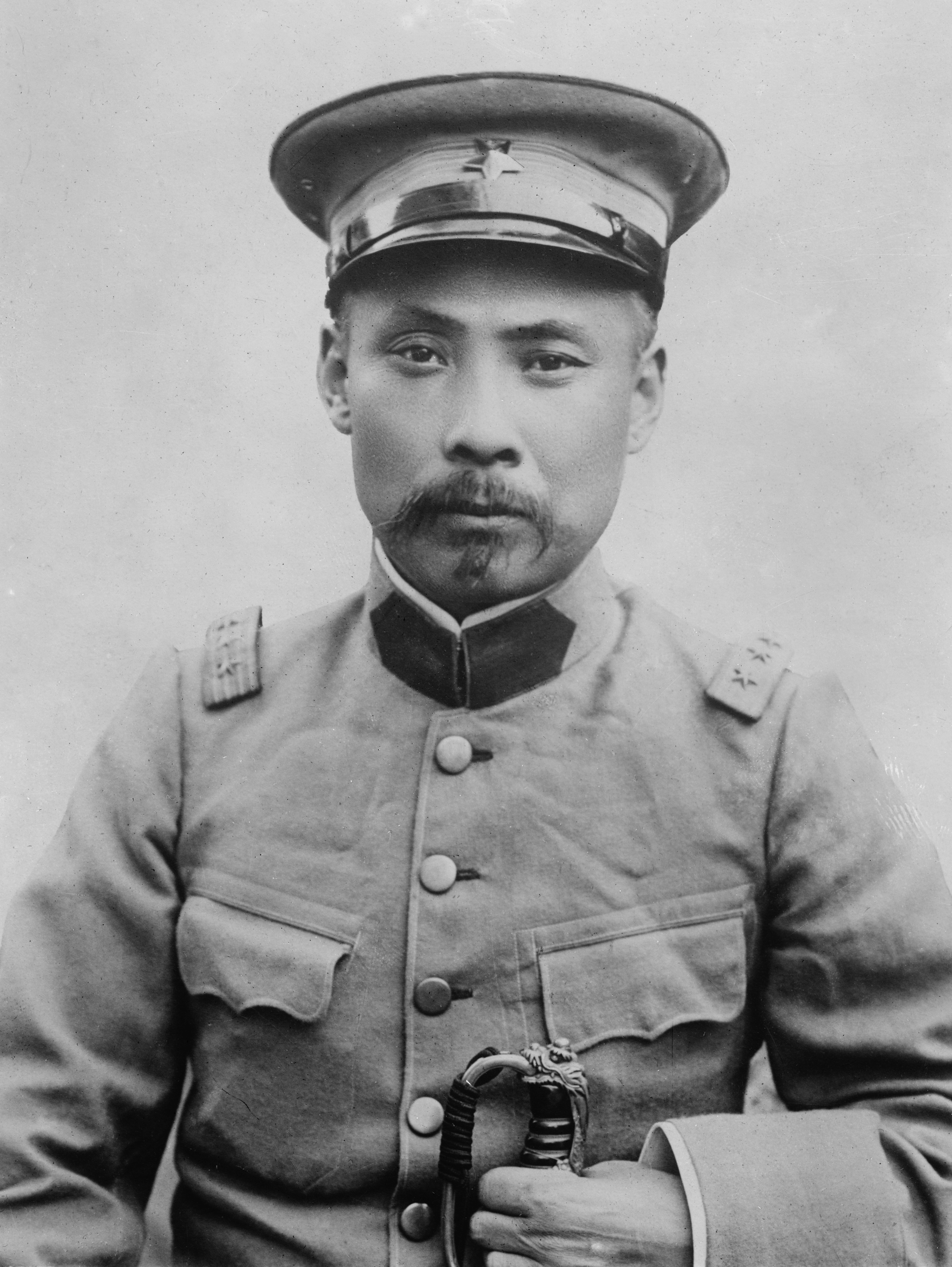
دوان شي روي

عندما قرر رئيس الوزراء الصيني دوان شي روي دخول الصين في الحرب العالمية الأولى، حصل على العديد من القروض الكبيرة من الحكومة اليابانية بما في ذلك قروض نيشيهارا، واستخدم هذه الأموال لإنشاء جيش كبير الهدف منه ظاهريًا المشاركة في الحرب العالمية الأولى ولكنه استخدمها بشكل رئيسي لمحاربة أعدائه الداخليين. عرف خصوم دوان أن الغرض من هذا الجيش هو سحق المعارضة الداخلية، ولم يكن للرئيس الصيني فنغ غوجانغ -منافس دوان- أي سيطرة فعلية على الرغم من كونه نظريًا القائد العام للبلاد. انتهت الحرب العالمية دون أن يخطو أي جندي صيني خارج البلاد، فطالب المعارضون بحل الجيش، وهنا كان على دوان أن يجد هدفًا جديدًا لجيشه، فقرر غزو منغوليا لعدة أسباب:
- لم يتمكن مبعوثو دوان إلى مؤتمر باريس للسلام في عام 1919 من منع نقل الامتياز الألماني في شاندونغ إلى اليابان، ما تسبب في انتقاد حركة الرابع من مايو الصينية الوطنية لسياساته، وفقد سمعته الوطنية، وكانت إعادة السيطرة على منغوليا ستعيد له هذه السمعة.
- وصلت حرب الحماية الدستورية إلى طريق مسدود في خونان جنوب الصين، فقرر دوان سحب جيشه إلى منغوليا.
- تركت الحرب الأهلية الروسية منغوليا بدون أي دولة أجنبية تحميها، وكان النصر السهل سيعزز من مكانة دوان.
- توفي رئيس وزراء منغوليا توغس أوشيرين نامنانسورين في أبريل 1919، تاركًا النخبة الحاكمة في البلاد منقسمة بشدة على نفسها، فسعى بعض أمراء منغوليا إلى إعادة الوحدة مع الصين.

## الغزو

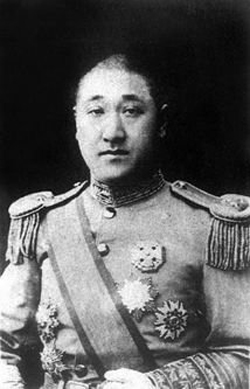
شي شوجنغ

قاد زعيم ميليشيا أنهوي الموالي لليابان شي شوجنغ الاحتلال العسكري لمنغوليا في انتهاك صريح لاتفاق تشين يي الموقع سابقًا مع النبلاء المغول لأنه أراد السيطرة على منغوليا وجعلها كمقاطعة خاصة به، وربما كانت اليابان تريد تطبيق استراتيجياتها في منغوليا عن طريق ميليشيا أنهوي. غُيِّر اسم الجيش المشارك في الحرب إلى جيش الحدود الشمالية الغربية. أعطى دوان الصلاحية المطلقة ليده اليمنى شو شوتشنغ، وأعلنت الحكومة الصينية أن الحملة كانت بدعوة من الأمراء المنغوليين لحماية منغوليا من الغزو البلشفي. كان من المفترض أن يبدأ الغزو في يوليو 1919، لكنه تأخر قليلًا. قاد شوتشنغ مجموعة من 4 آلاف مقاتل واستولى بسرعة على أورغا دون مقاومة، ثم دخل 10 آلاف جندي صيني آخر لاحتلال بقية البلاد. قوبل هذا الغزو الناجح بإشادة في جميع أنحاء الصين، حتى من قبل حكومة الجنوب المنافسة. كان اليابانيون هم الذين أمروا القادة الصينيين المؤيدين لليابان باحتلال منغوليا من أجل وقف أي انتشار ثوري محتمل من الروس إلى منغوليا وشمال الصين، وبعد أن أكمل الصينيون الاحتلال تخلى اليابانيون عنهم وتركوهم بمفردهم. قال مانلايباتار دامدينسورن: يمكنني الدفاع عن منغوليا في وجه الصين وروسيا الحمراء.
ألقى شو شوتشنغ في عام 1919 كلمة أمام مجلس الخانات المنغولي، وفي فبراير 1920 ترأس شو حفلًا أهان فيه بوجد خان وغيره من القادة، وأدى هذا الحدث لبداية المقاومة ضد الحكم الصيني التي تمثلت في حزب الشعب المنغولي. وسرعان ما غيرت السياسة الداخلية في الصين الوضع بشكل كبير، فقد تسبب الغزو في توجيه القائد المنشوري جانغ زولين إنذارًا للصين، لأنه كان مستاءً من وصول الجيش الصيني الكبير قرب أراضيه. أجبرت المعارضة الصينية الداخلية الرئيس شيو شيتشانغ على عزل القائد شي شوجنغ من منصبه، ورد شوتشنغ على ذلك بتحريك الجزء الأكبر من قواته لمواجهة أعدائه داخل الصين، لكن قواته هزمت على يد الجيش الحكومي الصيني، وهو الأمر الذي لم يترك سوى عددًا قليلًا من القوات الصينية في منغوليا. اجتاح البارون رومان فون ستيرنبيرغ من الحركة البيضاء منغوليا من الشمال وخاض العديد من المعارك مع الحامية الصينية المتمركزة في أورغا قبل الاستيلاء عليها في فبراير 1921، فهزم القوات الصينية وأعاد بوجد خان كملك لمنغوليا.